# Hemeroteca Municipal de Lisboa

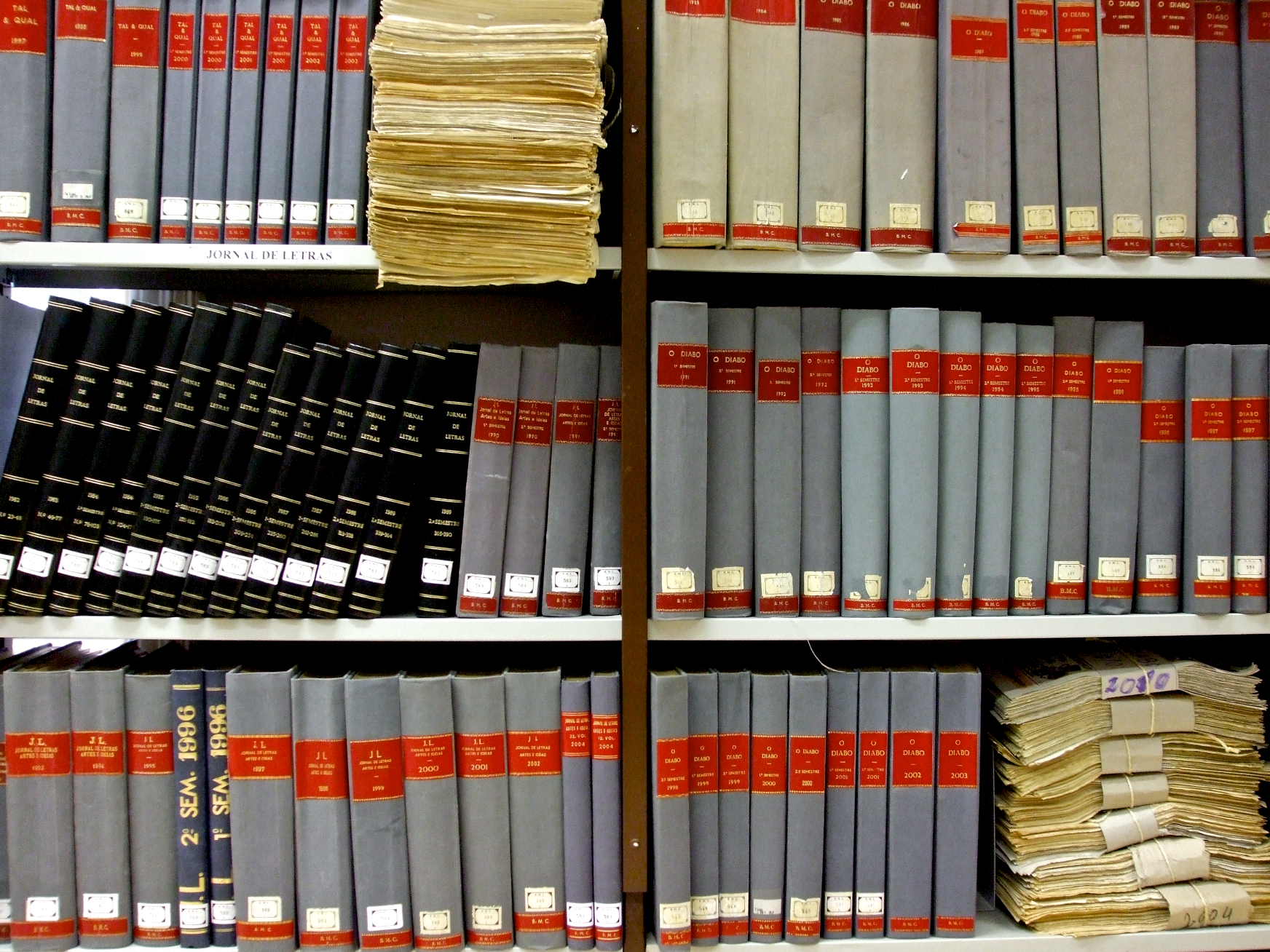
Arquivos na Hemeroteca Municipal de Lisboa.

A Hemeroteca Municipal de Lisboa é uma biblioteca onde são preservadas, catalogadas, estudadas e consultadas as publicações em série e as séries monográficas editadas em Portugal. Trata-se, portanto, de uma biblioteca onde qualquer leitor pode consultar revistas, jornais, entre outras publicações periódicas. Situada em Lisboa, reúne mais de vinte mil publicações periódicas que disponibiliza para leitura pública.
Esta hemeroteca nasceu em julho de 1931, tendo sido criada pela Biblioteca Municipal Central de Lisboa.

## Instalações
Esteve instalada no Palácio dos Condes de Tomar, na Rua de São Pedro de Alcântara, no Bairro Alto, desde 1973 até setembro de 2013, altura em que encerrou temporariamente os seus serviços públicos.  Provisoriamente foi instalado um "Serviço de Referência Especializado em Publicações Periódicas" na Biblioteca Camões, no Largo do Calhariz (com o intuito de proporcionar aos utilizadores  alternativas existentes na cidade de Lisboa para a
consulta, pesquisa, reprodução e digitalização de jornais e revistas), aguardando a passagem em 2014 para novas instalações previstas para o antigo Complexo Desportivo da Lapa.
A Hemeroteca Municipal de Lisboa reabriu ao público no dia 6 de julho de 2015, provisoriamente, na Rua Lúcio de Azevedo, Laranjeiras, na freguesia de São Domingos de Benfica.

## Espólio
O espólio desta hemeroteca inclui periódicos dos séculos XVIII e XIX, dos quais o mais antigo é uma Gazeta de Lisboa de 10 de agosto de 1715.
Beneficiária de depósito legal desde 1931, disponibiliza coleções de jornais e revistas de várias as áreas do conhecimento. De destacar ainda um núcleo de bibliografia nacional e estrangeira sobre comunicação social, nomeadamente os estudos sobre a imprensa periódica.